# Fairchild Republic A-10 Thunderbolt II
O A/OA-10 Thunderbolt II é um avião norte-americano de combate desenvolvido e fabricado pela Fairchild Aircraft de 1972 a 1984. Foi a primeira aeronave dedicada especialmente para apoio aéreo aproximado de forças terrestres, com característiscas de ataque ao solo, com uma excelente maneabilidade a baixas altitudes e velocidades, constituindo numa plataforma de alta confiabilidade, tendo como alvos edifícios, carros de combate, infantaria ou outros veículos.

## Operações
A inclusão do A-10 na frota aérea não foi bem acolhida pela Força Aérea dos Estados Unidos, que sempre apostou em bombardeiros de grande altitude e os caças de alta performance F-15 e F-16, e se mostrava determinada em delegar o apoio aéreo aos helicópteros. O A-10 destinava-se, no entanto, a missões de baixa altitude, lentas, notadamente contra blindados soviéticos estacionados na Europa Oriental.
Este avião provou o seu mérito durante a Guerra do Golfo, em 1991, destruindo mais de mil blindados, dois mil outros veículos militares, e mil e duzentas peças de artilharia. As baixas foram de apenas cinco aeronaves, um número significativamente inferior ao estimado pelos militares (ainda que outras fontes digam que foram onze aeronaves, com a perda de três pilotos).
Israel, Turquia, Coreia do Sul e Egito demonstraram interesse pelo A-10 mas, o único país a operá-lo são os EUA.

### Campanhas
Em 1999, o A-10 voltou a ser utilizado na Guerra do Kosovo, mais tarde durante a invasão do Afeganistão, em 2001, desde a base em Bagram, incluindo a operação Anaconda, em março de 2002, e a Guerra do Iraque, de 2003. Nesta última foram utilizados sessenta unidades, sendo destruída apenas uma, perto do Aeroporto Internacional de Bagdá, já no final da campanha.
O A-10 está projetado para permanecer ao serviço até 2030, quando será possivelmente substituído pelo F-35. Em 2019 a frota de A-10 sofreu grandes atualizações, como a troca da aviônica e substituição das asas.

## Armamento
- GAU-8A Avenger, canhão rotativo de 7 canos de 30 mm com 1,350 munições. A munição padrão é de alumínio com núcleo de urânio empobrecido, incendiária e perfuradora de blindagem, numa relação de quatro para um. Velocidade inicial do projétil: 1067 m/s.
- 8x (nas asas) e 3x (na fuselagem slots capazes de transportar mais de 7,300 kg de armamentos:
  - Bombas Mk 82, Mk 83, e Mk 84
  - BLU-1, BLU-27/B Rockeye II e CBU-52/71 (bombas de clusters)
  - bombas guiadas a laser GBU-10 Paveway II, GBU-16 Paveway II, GBU-24 Paveway III, e GBU-12 Paveway II
  - Mísseis AGM-65 Maverick e AIM-9 Sidewinder
  - Pods para rockets LAU-68 Hydra 70mm e 127 mm
  - Pods para Flares de iluminação, ECM e chaff
  - Pod para ECM ALQ-131

|                    |                 |              |                 |
| Um A-10 americano. | Vista em corte. | Três vistas. | GAU-8A Avenger. |